# Neuhaus (entreprise)
Pour les articles homonymes, voir Neuhaus.
Neuhaus est une société belge fondée en 1857 par Jean Neuhaus, un pharmacien venu de Suisse. Cette société vendait à l'origine des confiseries pharmaceutiques (bonbons contre la toux, réglisse contre les maux d'estomac, des guimauves, des morceaux de chocolat, etc.) dans les galeries royales Saint-Hubert à Bruxelles. Pour améliorer le goût des médicaments vendus dans sa pharmacie, Frédéric Neuhaus décide de les enrober d'une couche de chocolat, dont les ventes vont progressivement augmenter. En 1912, son petit-fils développa cette idée en créant la première praline belge.
Neuhaus est fournisseur breveté de la Cour de Belgique.

## Histoire
- En 1857, Jean Neuhaus fonde la pharmacie Neuhaus.

- En 1912, Jean Neuhaus, le petit-fils du fondateur, invente les chocolats-bouchées qu'il baptise pralines[4],[5].

- En 1915, Louise Agostini, l'épouse de Jean Neuhaus, développe une autre nouveauté : le ballotin de praline, qui révolutionne la façon d'emballer les pralines.

- En 1923, Adelson de Gavre, beau-fils de Jean, invente un grand nombre de pralines.

- En 1937, les pralines Bonbon 13 et Astrid sont créées[4].

- En 1938, fondation de la Jean Neuhaus S.A.

- En 1958, les Pralines Caprice et Tentation sont créés pour l'exposition internationale de Bruxelles, la même année est créé l'Atomium[5],[4].

- En 1960, la Belgique célèbre les mariages du Prince Albert et de Paola et du Roi Baudoin et de Fabiola : pour marquer l'événement, Neuhaus crée 4 nouvelles pralines – « Baudouin », « Fabiola », « Albert » et « Paola », nommées d'après la famille royale.

- En 2000, Neuhaus devient fournisseur breveté de la Cour de Belgique[4].

- En 2001-2002, la société possédait 2 000 points de vente dans 50 pays et vendait 2 400 tonnes de produits par an.[réf. souhaitée]

- En 2016, Créations royales, en hommage au Roi Philippe et la Reine Mathilde, les Maîtres Chocolatiers conçoivent deux nouvelles pralines intemporelles, nommées d'après le couple Royal.